# Thomas Garrigus
Thomas Garrigus, né le 9 novembre 1946 à Hillsboro (Oregon) et mort le 29 décembre 2006 à Plains (Montana), est un tireur sportif américain.

## Palmarès

### Jeux olympiques d'été
- Jeux olympiques d'été de 1968 de Mexico
  -  Médaille d'argent en fosse olympique[1]